# Globicephalinae
Sous-famille
Les Globicephalinae sont une sous-famille de cétacés à dents. des mammifères marins carnivores.

## Caractéristiques
Les globicéphalinés (étymologiquement « [dauphins] à tête ronde ») se distinguent par leur rostre arrondi. Les taxons les plus proches sont celui des Orcininae, contenant les genres Orcaella et Orcinus (les orques), et celui des Orcaellinae. Des études génétiques récentes suggèrent toutefois que ces deux sous-familles seraient à ranger au sein des Globicephalinae, formant ensemble un clade relativement bien distinct du reste des delphinidés. 

## Liste des espèces
| Classification traditionnelle : - sous-famille Globicephalinae (Globicéphalinés) - genre Feresa Gray, 1870 - Feresa attenuata -- Orque pygmée - genre Globicephala Lesson, 1828 - Globicephala melas -- Globicéphale noir - Globicephala macrorhynchus -- Globicéphale tropical - genre Grampus Gray, 1828 - Grampus griseus -- Dauphin de Risso - genre Peponocephala Nishiwaki & Norris, 1966 - Peponocephala electra -- Péponocéphale | Selon Vilstrup et al. 2011 (classification phylogénétique) : - sous-famille Globicephalinae (Globicéphalinés) - Genre Orcinus Fitzinger, 1860 - Orcinus orca — Orque - Genre Orcaella Gray, 1866 - Orcaella brevirostris — Dauphin de l'Irrawaddy - Orcaella heinsohni - Dauphin à aileron retroussé d'Australie - genre Grampus Gray, 1828 - Grampus griseus — Dauphin de Risso - genre Pseudorca (Owen, 1846) - Pseudorca crassidens — Fausse orque - genre Globicephala Lesson, 1828 - Globicephala melas — Globicéphale noir - Globicephala macrorhynchus — Globicéphale tropical - genre Peponocephala Nishiwaki & Norris, 1966 - Peponocephala electra — Péponocéphale - genre Feresa Gray, 1870 - Feresa attenuata — Orque pygmée |

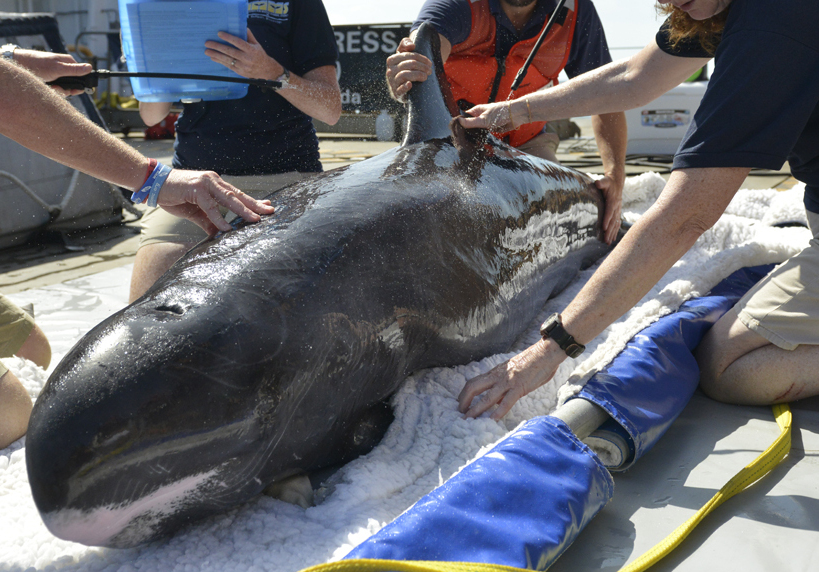
Feresa attenuata
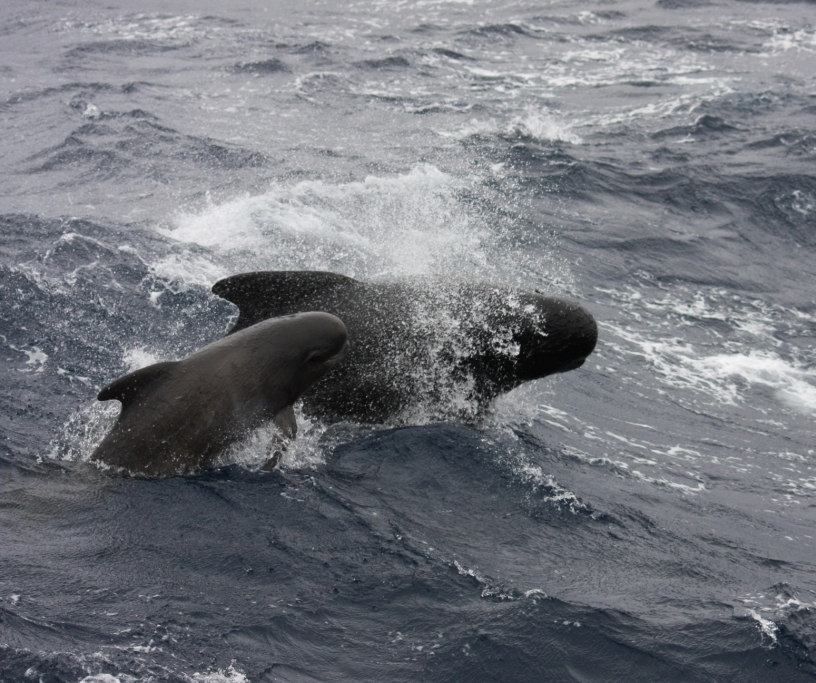
Globicephala melas
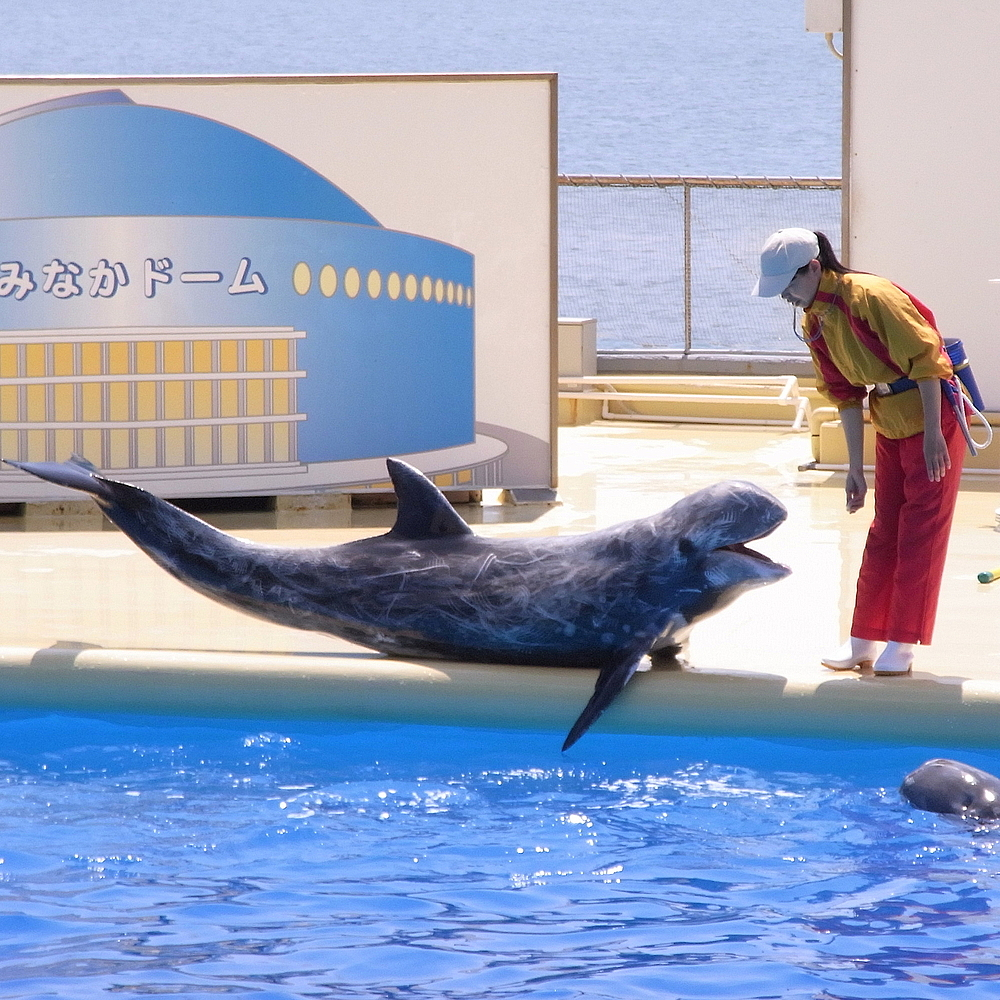
Grampus griseus
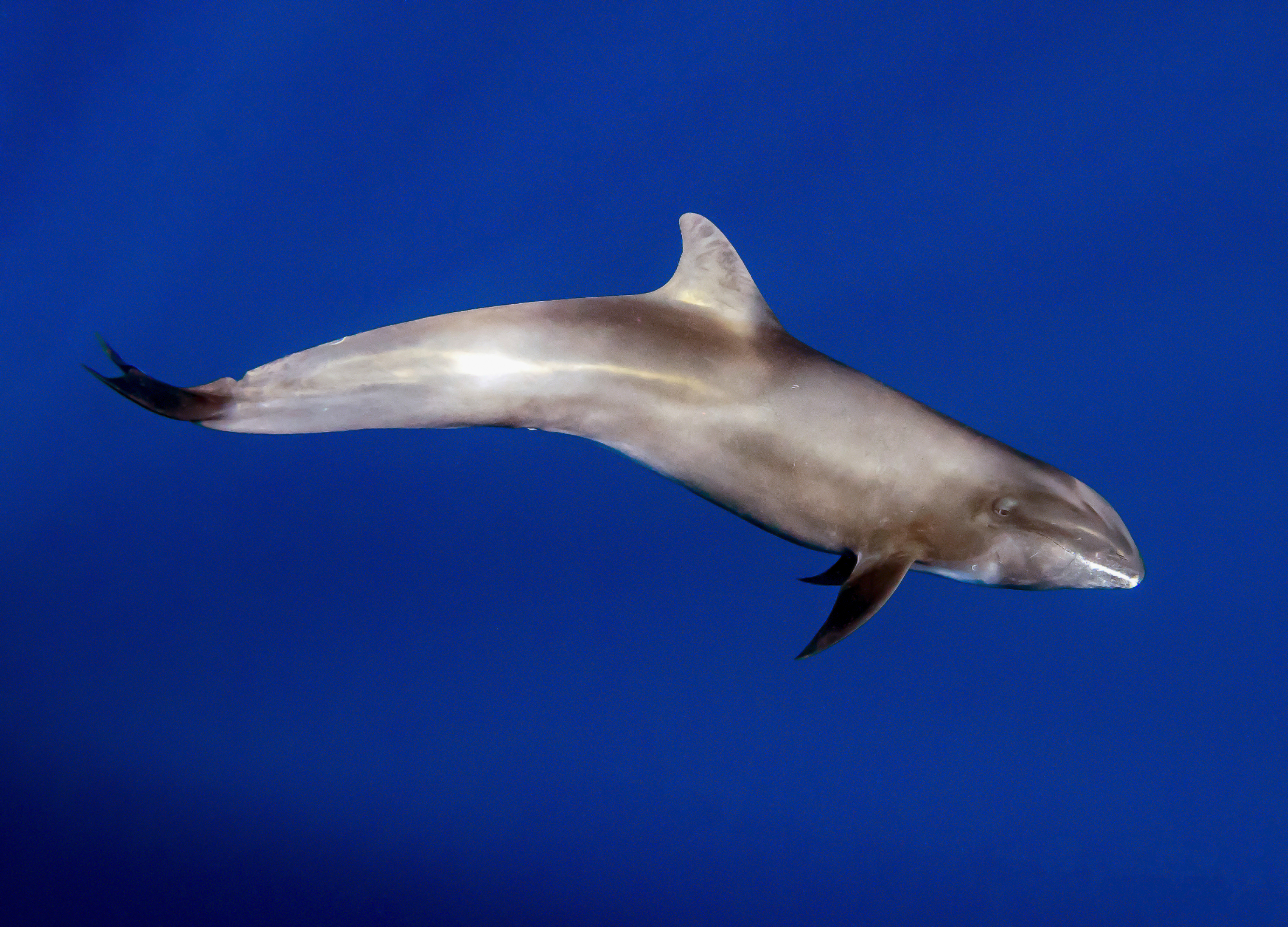
Peponocephala electra
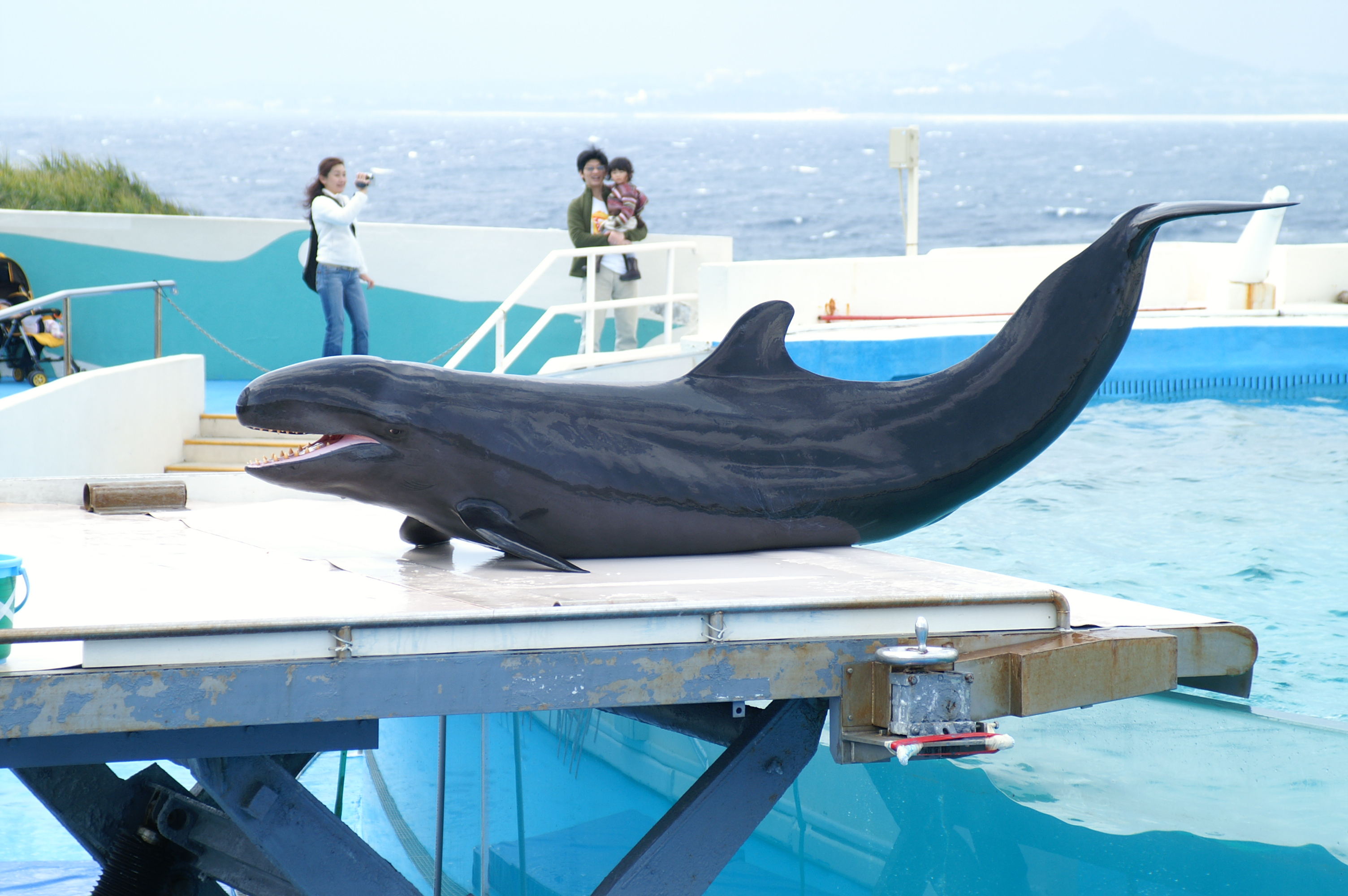
Pseudorca crassidens (inclusion débattue)
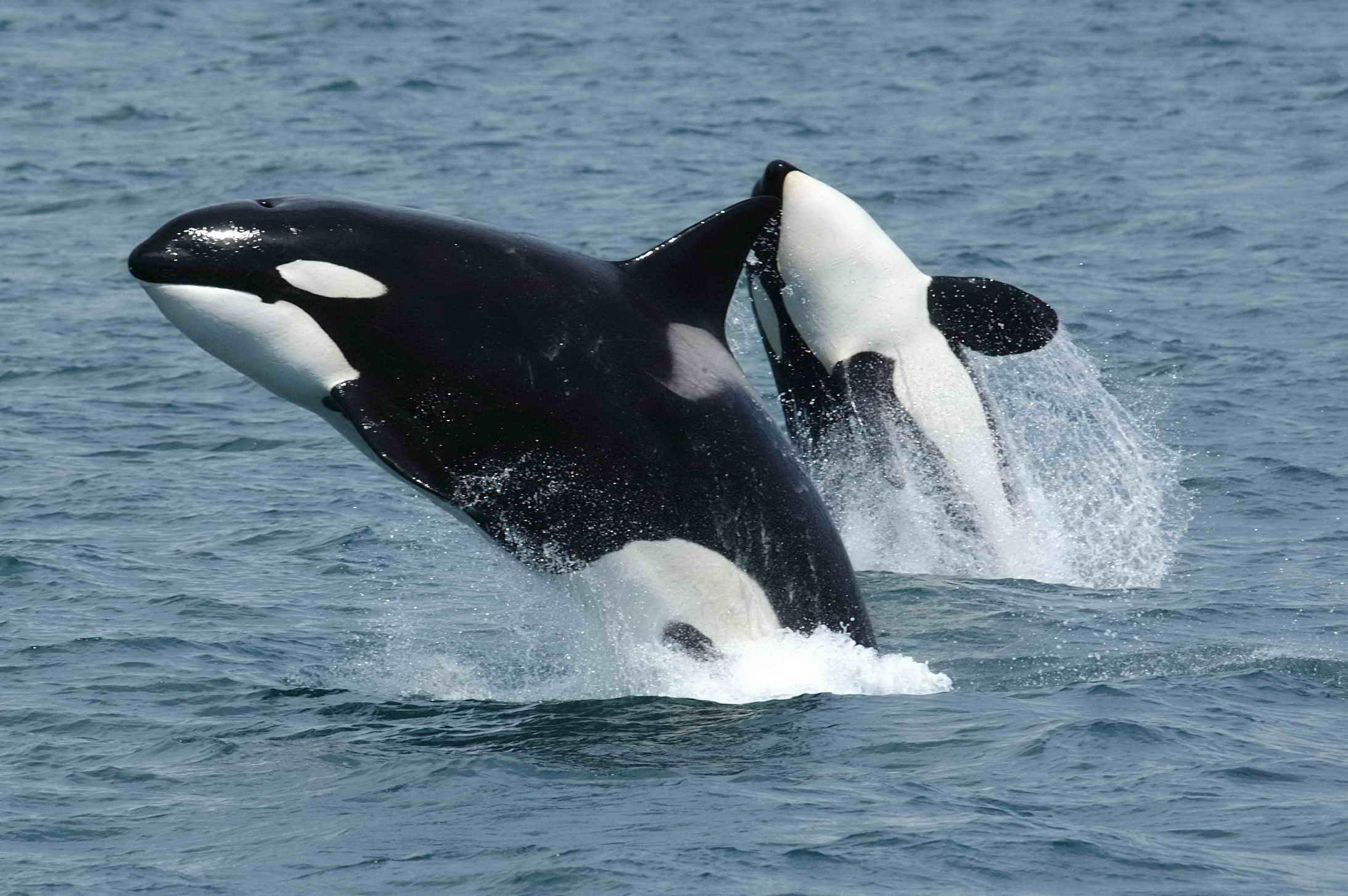
Orcinus orca (inclusion débattue)
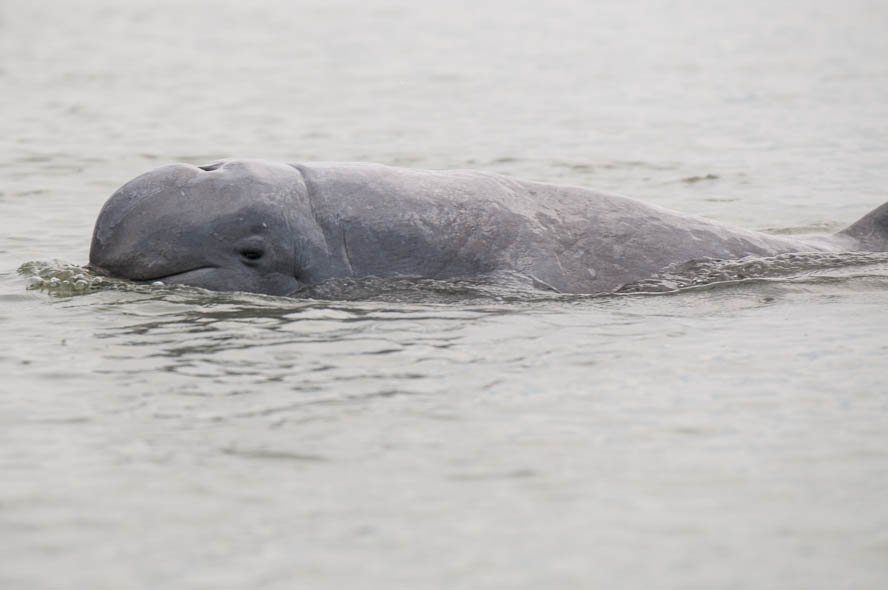
Orcaella brevirostris (inclusion débattue)